# Ioan Vulpescu
Ioan Vulpescu (ur. 17 czerwca 1976 w Marghicie) – rumuński polityk, teolog prawosławny i działacz partyjny, parlamentarzysta, w latach 2014–2015 minister kultury, w 2017 minister kultury i tożsamości narodowej.

## Życiorys
Absolwent teologii prawosławnej na Uniwersytecie Bukareszteńskim. Na tej uczelni uzyskiwał magisterium z zakresu nauk o kulturze i doktorat z filozofii. Zaangażował się w działalność polityczną w ramach Partii Socjaldemokratycznej (PSD), pełnił funkcję sekretarza wykonawczego partii do spraw strategii politycznych. Był bliskim współpracownikiem Iona Iliescu, w latach 2000–2004 pracował w administracji prezydenckiej, następnie został doradcą byłego prezydenta. W 2009 powołany na wiceprezesa „Clubului de la București”, fundacji zawiązanej przez współpracowników Iona Iliescu.
W wyborach w 2012 z ramienia socjaldemokratów uzyskał mandat posła do Izby Deputowanych. Od grudnia 2014 do listopada 2015 sprawował urząd ministra kultury w rządzie Victora Ponty. W 2016 został wybrany w skład rumuńskiego Senatu. W styczniu 2017 powrócił w skład rządu jako minister kultury i tożsamości narodowej w gabinecie Sorina Grindeanu. Pełnił tę funkcję do czerwca 2017. W 2020 powrócił do niższej izby rumuńskiego parlamentu (reelekcja w 2024).